# José Luís Peixoto

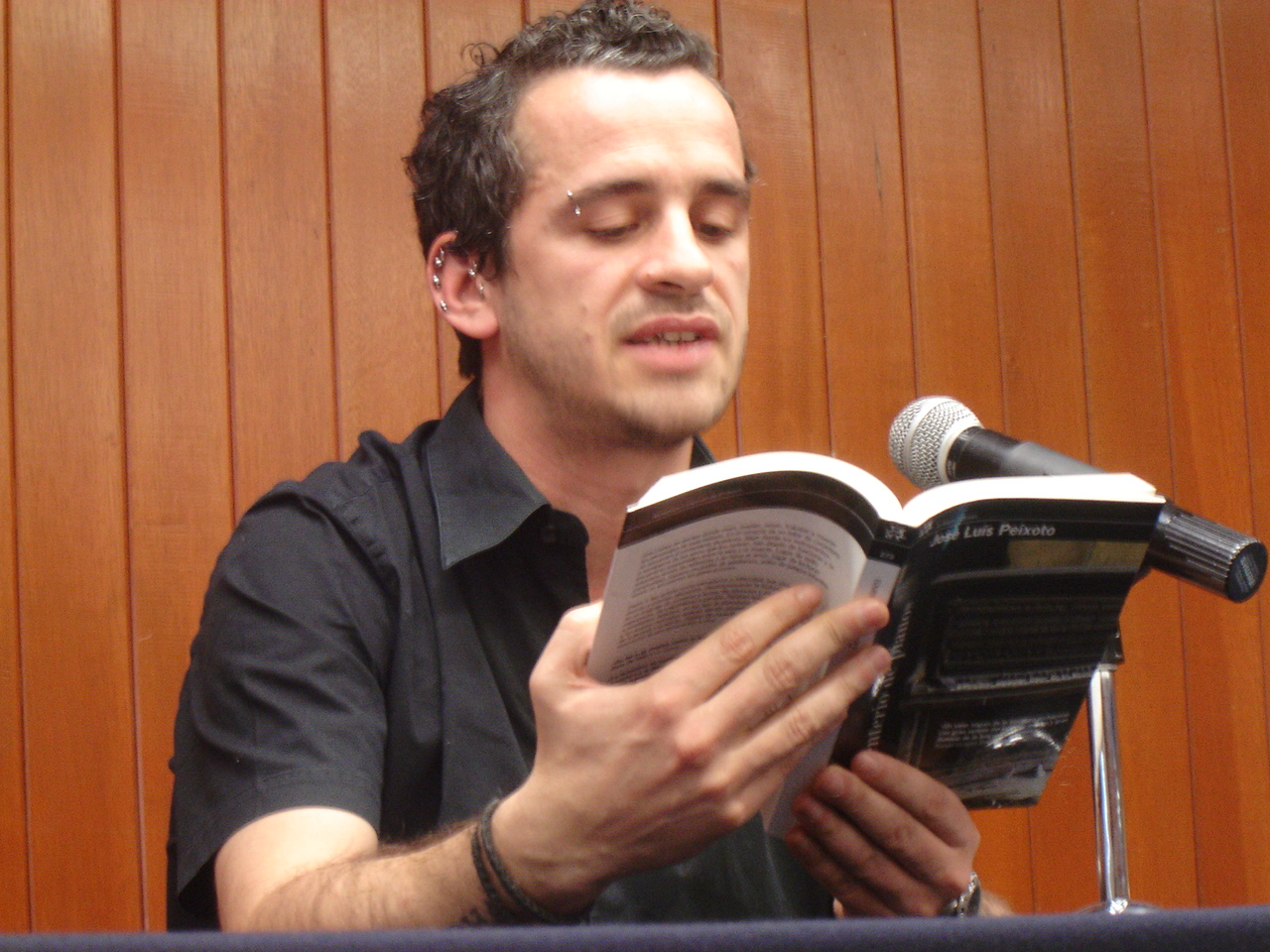
José Luís Peixoto

José Luís Peixoto (ur. 4 września 1974 w Galveias), portugalski pisarz i poeta.
Studiował na Universidade Nova de Lisboa (język angielski i niemiecki). Po ich ukończeniu pracował jako nauczyciel, m.in. w Republice Zielonego Przylądka. Wcześnie - jako poeta i prozaik - debiutował, trzykrotnie otrzymywał nagrodę dla młodych twórców Prize Jovens Criadores (1997, 1998, 2000). Jest autorem powieści, trzech zbiorów poezji, a także sztuk teatralnych. Jest tłumaczony na wiele języków, w Polsce się ukazała jego powieść Puste spojrzenie (Nenhum olhar) z 2000 roku. Jej akcja rozgrywa się w bezimiennym miasteczku, w którym w pewnym sensie zatrzymał się czas - dwa pokolenie mieszkańców "powtarzają" zachowania rodziców. Książka została uhonorowana Prémio Literário José Saramago.

## Twórczość

### Proza
- Morreste-me (2000)
- Nenhum Olhar (2000, powieść)
- Uma Casa na Escuridão (2002, powieść)
- Antidoto (2003)
- Minto Até ao Dizer que Minto (2006)
- Cemitério de Pianos (2006, powieść)
- Hoje Não (2007)
- Cal (2007)

### Poezja
- A Criança em Ruínas (2001)
- A Casa, a Escuridão (2002)
- Gaveta de Papéis (2008)

### Teatr
- Anathema
- À Manhã
- Quando o Inverno Chegar